# Kirowski (Primorje)
Kirowski (russisch Ки́ровский) ist eine Siedlung städtischen Typs in der Region Primorje in Russland mit 8033 Einwohnern (Stand 1. Oktober 2021).

## Geographie
Der Ort liegt etwa 250 km Luftlinie nordnordöstlich des Regionsverwaltungszentrums Wladiwostok am linken Ufer des Amur-Nebenflusses Ussuri, etwa 30 km von der Grenze zur Volksrepublik China entfernt.
Kirowski ist Verwaltungszentrum des Rajons Kirowski sowie Sitz der Stadtgemeinde Kirowskoje gorodskoje posselenije, zu der außerdem die Dörfer Archangelowka, Awdejewka, Jelenowka, Lugowoje, Olchowka, Pawlo-Fjodorowka, Podgornoje, Preobraschenka, Rodnikowy, Schmakowka und Uwalnoje gehören, die im Umkreis von bis zu 20 km liegen.

## Geschichte
Der Ort wurde von Umsiedlern aus den Gouvernements Tschernigow und Poltawa 1891 unweit des seit 1866 bestehenden Dorfes Romanowka gegründet, das später in ihm aufging. Zunächst trug er den Namen Uspenka nach dem orthodoxen Feiertag Uspenije Bogomateri (Mariä Entschlafen).
Am 23. März 1935 wurde Uspenka Zentrum eines neu gebildeten Rajons, der dementsprechend zunächst Uspenski rajon hieß. Bereits am 17. April 1935 erfolgte dessen Umbenennung in Kirowski rajon nach dem 1934 ermordeten Politiker Sergei Kirow. Im Oktober 1939 erhielt der Ort den Status einer Siedlung städtischen Typs und in Anpassung an den Rajonnamen seine heutige Bezeichnung.

### Bevölkerungsentwicklung
| Jahr | Einwohner |
| ---- | --------- |
| 1897 | 744       |
| 1939 | 3.650     |
| 1959 | 6.147     |
| 1970 | 8.170     |
| 1979 | 8.611     |
| 1989 | 10.662    |
| 2002 | 9.698     |
| 2010 | 9.057     |
| 2021 | 8.033     |

Anmerkung: Volkszählungsdaten

## Verkehr
Kirowski liegt an der föderalen Fernstraße A370 Ussuri, die von Chabarowsk nach Wladiwostok führt und Teil der transkontinentalen Straßenverbindung ist. Etwa 15 km westlich von Kirowski befindet sich beim zur Gemeinde gehörenden Dorf Awdejewka die Station Schmakowka der Transsibirischen Eisenbahn (Streckenkilometer 8975 ab Moskau). Der Streckenabschnitt wurde 1897 als Ussuri-Eisenbahn eröffnet und ist seit 2002 elektrifiziert. Die Station ist nach dem bei Eröffnung nächstgelegenen Ort Schmakowka benannt, etwa 5 km entfernt an der Straße in Richtung Kirowski.